# Södermanlands runinskrifter 348
Runinskrift Sö 348 är en runsten i Kjulsta, Ytterjärna socken och Södertälje kommun i Södermanland.

## Ristningen
[þaik] . . . sin han uarþ t[rib . .]
þeg[n] . . . sinn. Hann varð drep[inn] . . .
Tolkning: Tägn . . . sin. Han blev dräpt . . .

## Beskrivning
Fragment av en runsten med inskrift från 1000-talet e.Kr.
Stenen är av grå granit. Höjden är 1,05 meter och den är 0,85 meter bred. Ristningen är mycket nött; bäst urskiljbar är den på högersidan. Runhöjden är cirka 11 centimeter. Stenen är avslagen upptill. 
Stenen stod ursprungligen vid Lideby, ca 1 km nordöst om Kjulsta. Där står en runsten, Sö 349, som restes över Tägn av hans son. Troligen är det samme man som omtalas i båda inskrifterna.
Om runstenen i Kjulsta står det i "Ransakningarna" (1667—84), att den hade blivit flyttad från Lideby, där man ännu kunde se platsen där den hade stått. Den hade också blivit sönderbränd då Kjulsta by brann, men stycken fanns kvar med runinskrift på. Petrus Helgonius (1649-?) hittade endast ett fragment. De övriga hade kanske blivit använda, då byn återuppbyggdes efter branden. Fragmentet låg enligt Olof Hermelin vid trappan till en bod. Erik Brate såg 1896 till att det togs upp ur trappan och ställdes mot gaveln av manbyggnaden. År 1930 var detta hus rivet, men stenen återfanns på samma plats, liggande med runorna nedåt och okänd för gårdens folk. Nu är den flyttad till den nya gårdstomten, omkring 65 meter längre åt söder och rest där.

## Fler bilder

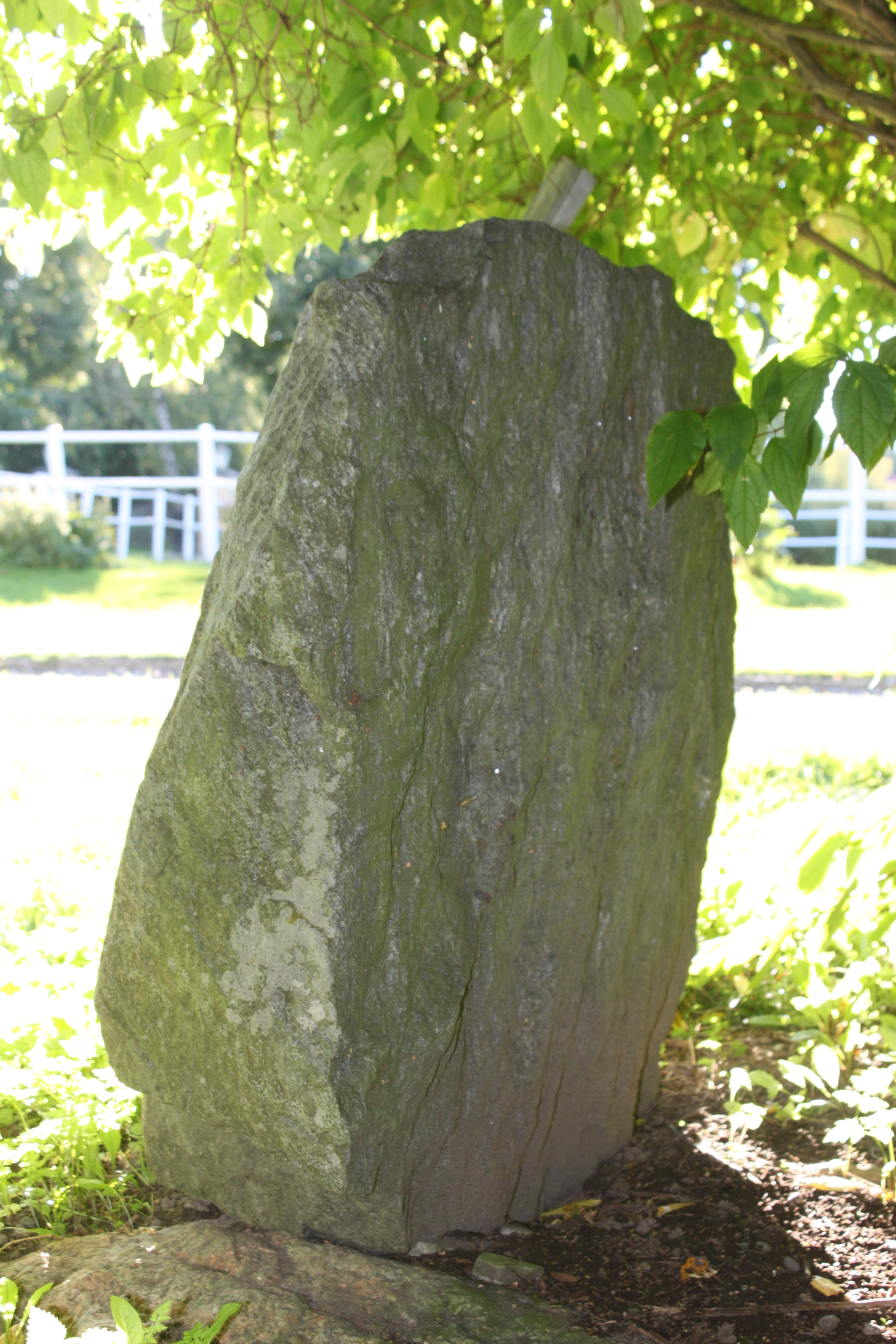
Baksidan av Sö 348.
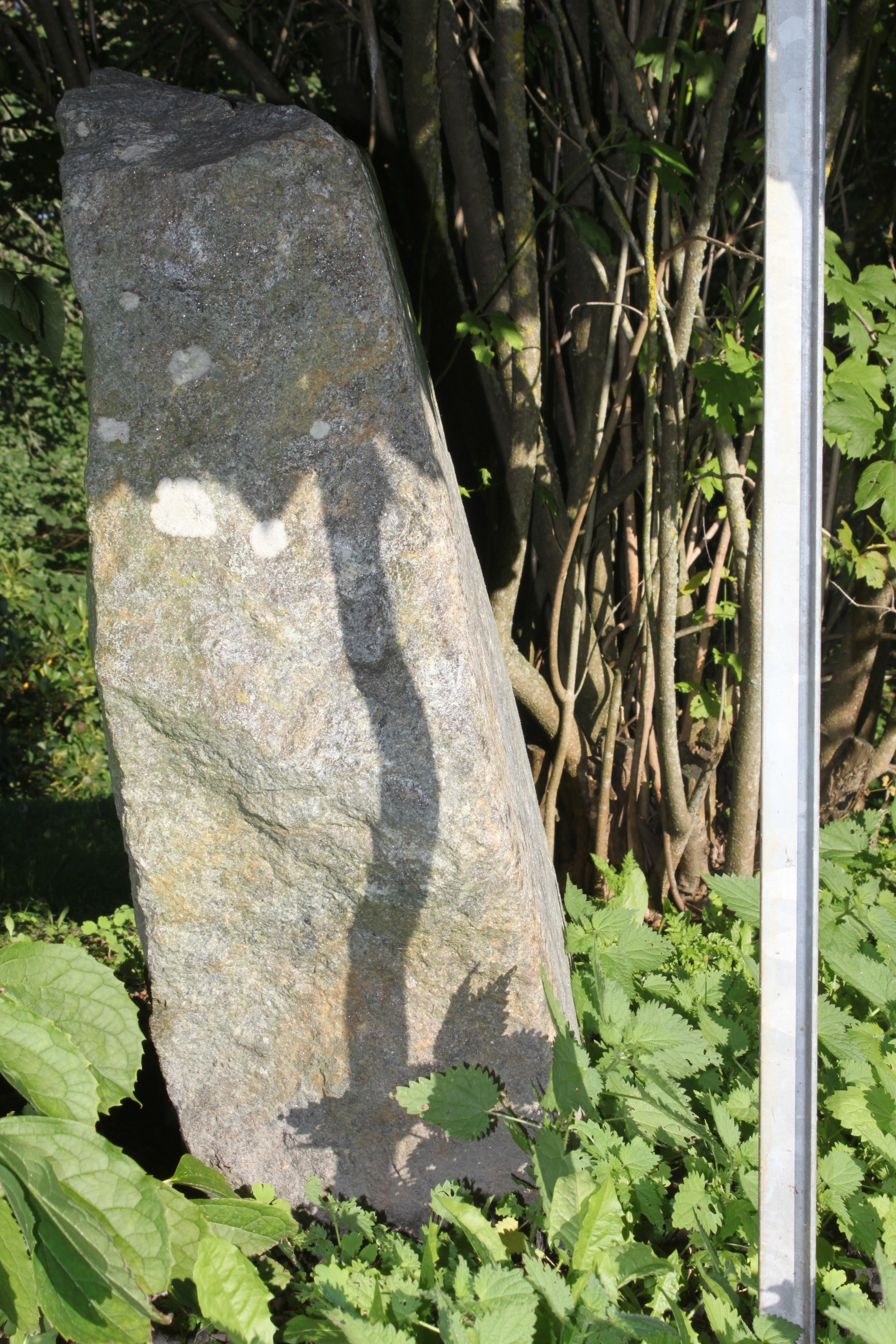
Sidan och skyltstålpe av Sö 348.